# Rozhledna Lassan
Rozhledna Lassan, německy Aussichtsturm Lassan, je dřevěná rozhledna na pobřeží zátoky Lassaner Bucht a průlivu Peenestrom v severovýchodním Německu. Nachází se na území města Lassan patřící do spolku obcí Am Peenestrom v Zemském okrese Přední Pomořansko-Greifswald ve spolkové zemi Meklenbursko-Přední Pomořansko a v Severoněmecké nížině.

## Historie a popis
Příhradová a zastřešená dřevěná rozhledna Lassan se nachází severovýchodně od města Lassan a má výšku 8 m. Rozhledna má 1 vyhlídkovou plošinu. Výstup na rozhlednu je možný po vnějším dřevěném nekrytém schodišti. K rozhledně vede polní stezka. Místo nabízí panoramatický výhled po okolí.

## Další informace
Rozhledna je celoročně volně přístupná.

## Galerie

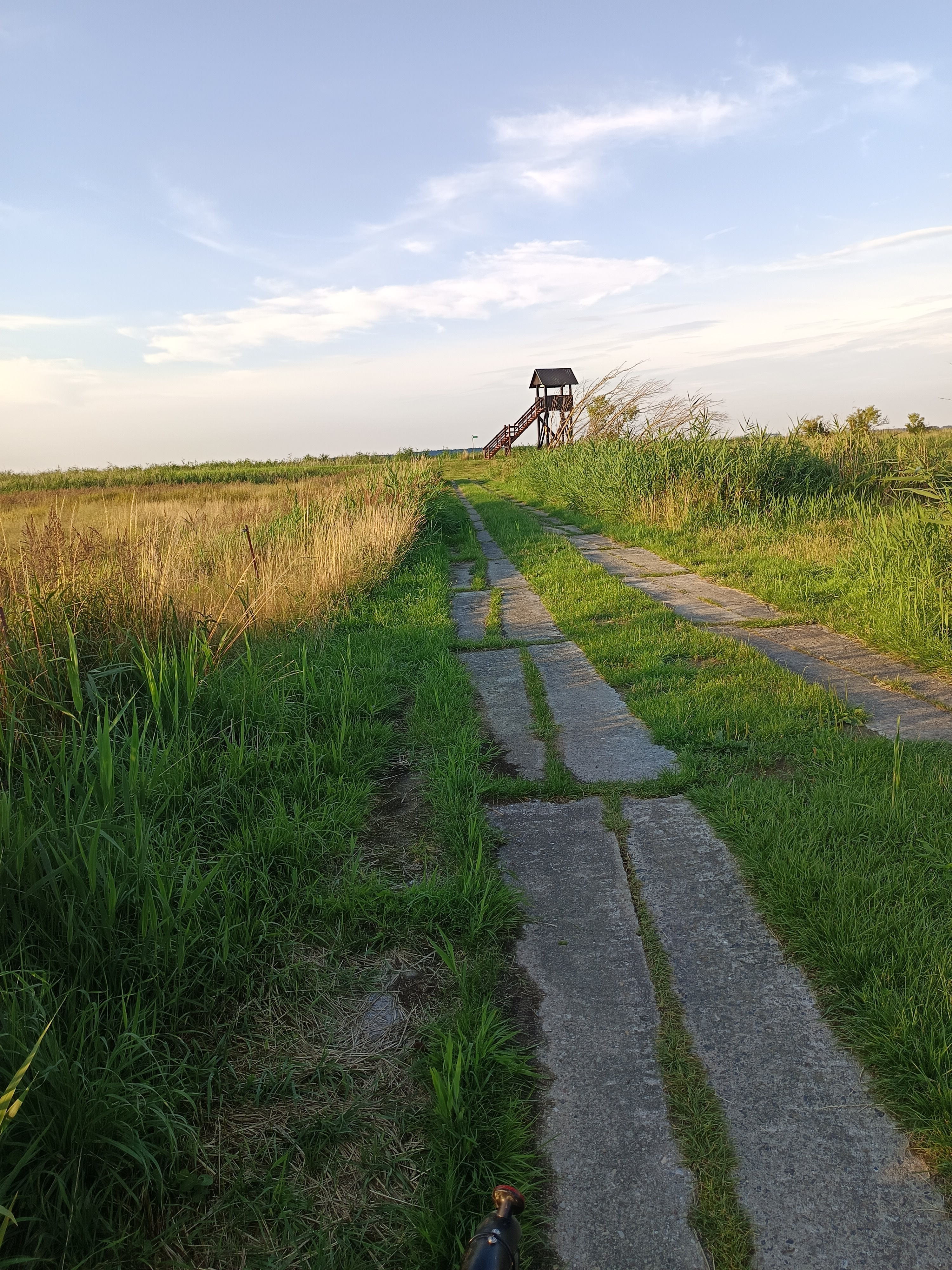
Cesta k rozhledně
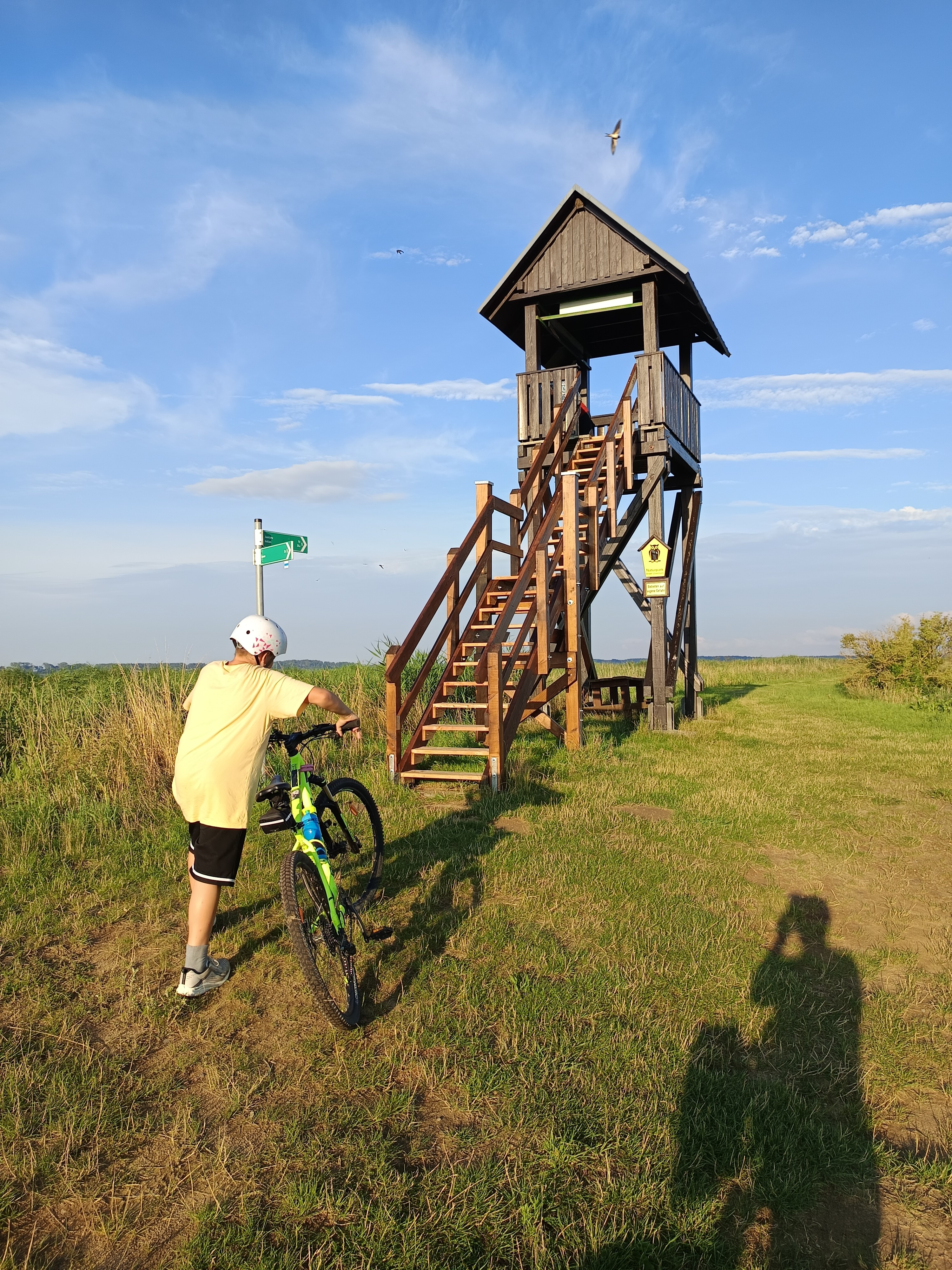
Cyklista u rozhledny
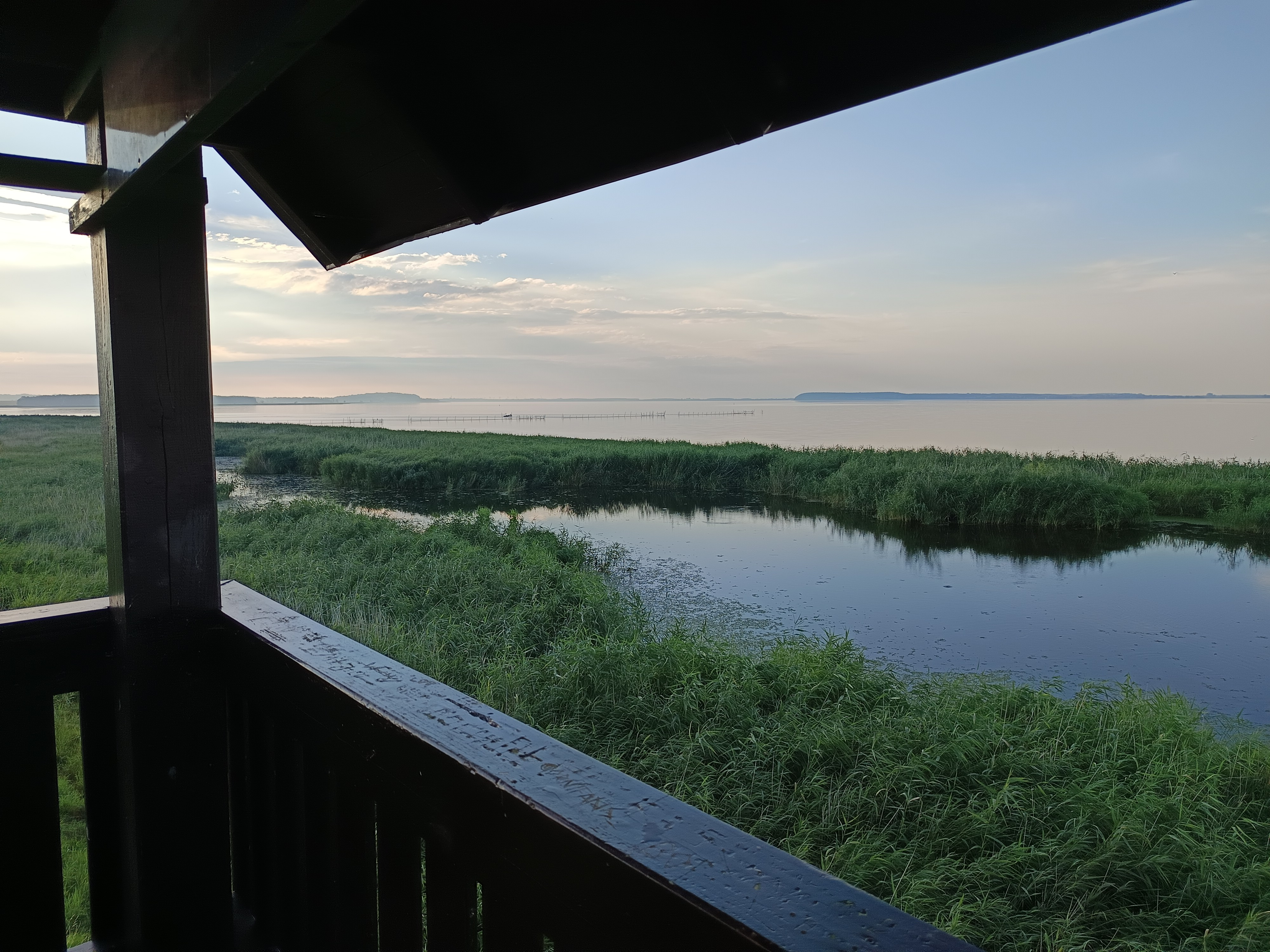
Vyhlídka z rozhledny